# 青羅国際都市駅
青羅国際都市駅（チョンナこくさいとしえき）は、大韓民国仁川広域市西区にある空港鉄道（A'REX）の駅である。駅番号はA071。
隣の永宗駅までは10.3km離れており、首都圏電鉄で最も駅間距離が長い。
当駅までが首都圏統合料金制の対象であり、永宗駅以遠は独立運賃区間となり、別途運賃が加算される。

## 駅構造

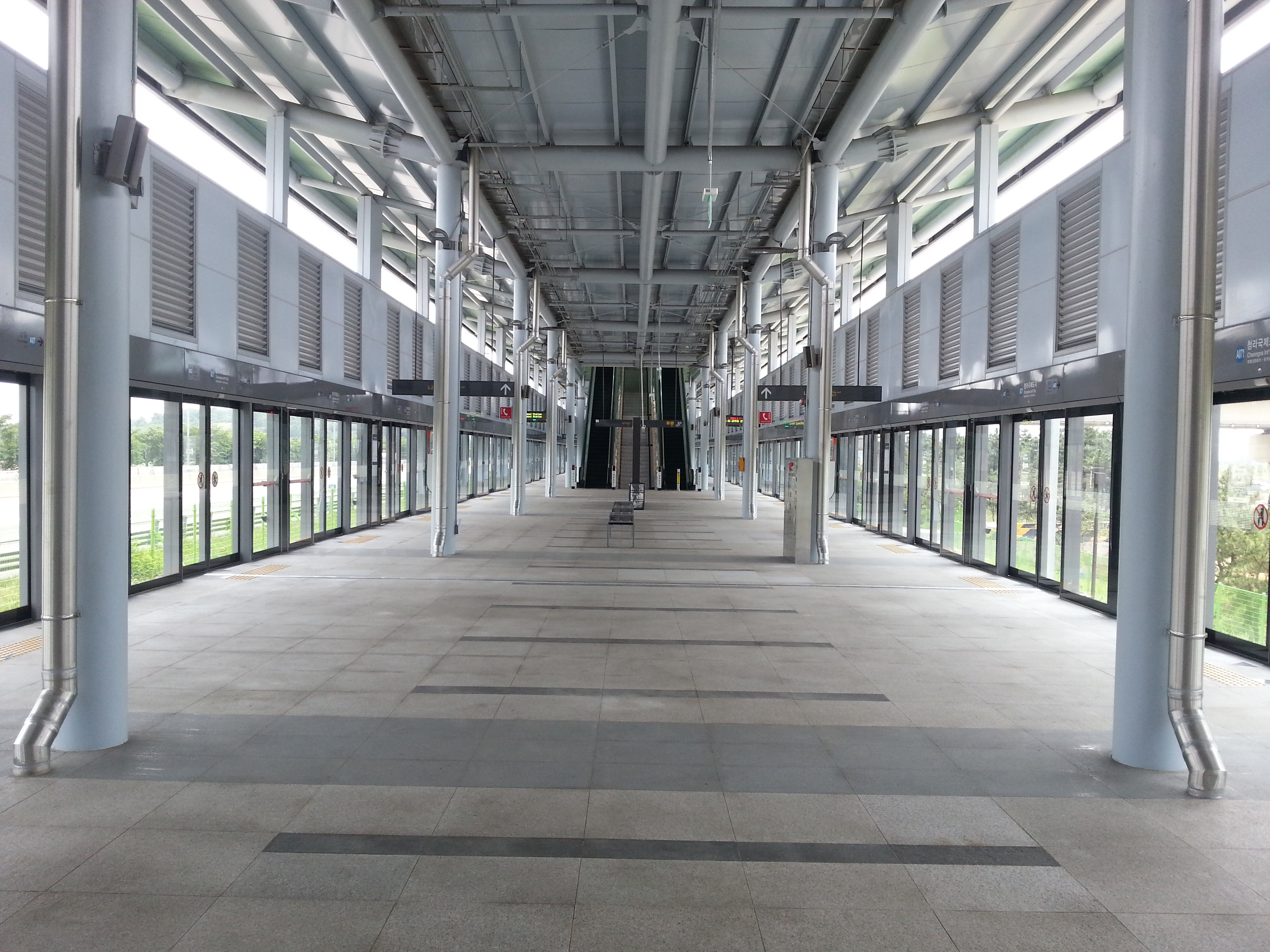
ホーム

島式ホーム1面2線の地上駅。
| 1 | 仁川国際空港鉄道 | 金浦空港・ソウル方面                                 |
| 2 | 仁川国際空港鉄道 | 仁川国際空港1ターミナル・仁川国際空港2ターミナル方面 |

## 歴史
- 2014年5月9日 - 国土交通部告示第2014-240号により法定開業
- 2014年6月21日 - 旅客取扱開始

## 隣の駅
空港鉄道
 仁川国際空港鉄道
直通
通過
一般（各駅停車）
黔岩駅 (A07) - 青羅国際都市駅 (A071) - 永宗駅 (A072)

## 今後の予定
ソウル交通公社7号線が当駅までの10.7kmを延伸する予定であり、2027年12月に開業予定。